# Калужская икона Божией Матери
Калу́жская ико́на Бо́жией Ма́тери — почитаемая в Русской православной церкви чудотворная икона Богородицы. Главная святыня Калужской епархии, считается покровительницей Калуги и Калужской земли.
Празднование в честь Калужской иконы совершается 4 раза в год:
- 18 (31) июля — в память избавления Калуги от холеры (1892 год);
- 2 (15) сентября — в память избавления Калуги от чумы (1771 год);
- 12 (25) октября — в память избавления Калужской земли от французов во время Отечественной войны 1812 года;
- в первое воскресенье Петрова поста.

## История иконы

### Обретение
Явление чудотворной иконы случилось в 1748 году в доме помещика Василия Кондратьевича Хитрово в селе Тиньково (ныне Ферзиковский район Калужской области). Во время уборки на чердаке служанки обнаружили большой свёрток холста, на котором была изображена женщина в тёмном одеянии с книгой в руках. Одна девушка приняла его за изображение игуменьи и показала второй, Евдокии, пригрозив ей гневом игуменьи за нерадивость и сквернословие, на что та, плюнув на образ, сказала: «Вот, как я боюсь твоей игуменьи» — и тотчас же упала, разбитая параличом, не в силах пошевелиться. Служанка рассказала обо всём помещику, который приказал перенести Евдокию в родительский дом и положить под иконы. В ту ночь родителям девушки явилась Богородица и сообщила:
Дочь ваша своим дерзким поступком в изображëнном на полотне лице оскорбила не инокиню, но Меня, потому что это изображение есть Мой образ, чрез который, по воле Сына Моего и Бога, Я буду ходатайствовать за город ваш и жителей его. Утром объявите об этом священникам и вместе с ними помолитесь пред поруганной Моей иконой, окропите расслабленную водой, которая истекает из-под храма, и дочь ваша исцелится.
Родители сделали так, как велела Матерь Божия, и Евдокия исцелилась. Икона была вставлена в раму, помещена на почётное место в барском доме.
Вскоре в том же доме слуга Прохор, долгое время страдавший глухотой, трижды видел во сне Богородицу, которая наказала ему усердно молиться перед иконой. Он так и сделал, после чего заснул на двое суток, а проснувшись, обнаружил, что здоров.
Единственная дочь помещика Евдокия тяжело заболела. Ночью ей явилась Пречистая, сказав: «Молись пред этою иконой, и получишь исцеление». Евдокия рассказала о сне родителям, и они все вместе молились; и девушка исцелилась.
После этих чудодейственных событий икона с почестями была перенесена в приходской храм в честь Рождества Богородицы в селе Калужка (Калуженка).

### Иконография
Пресвятая Богородица изображена одна, без Богомладенца, в тёмных одеждах, напоминающих монашеские, с раскрытой книгой в правой руке (на некоторых изводах встречается зеркальное изображение — книга в левой руке). Взор Божией Матери устремлён к тексту книги.

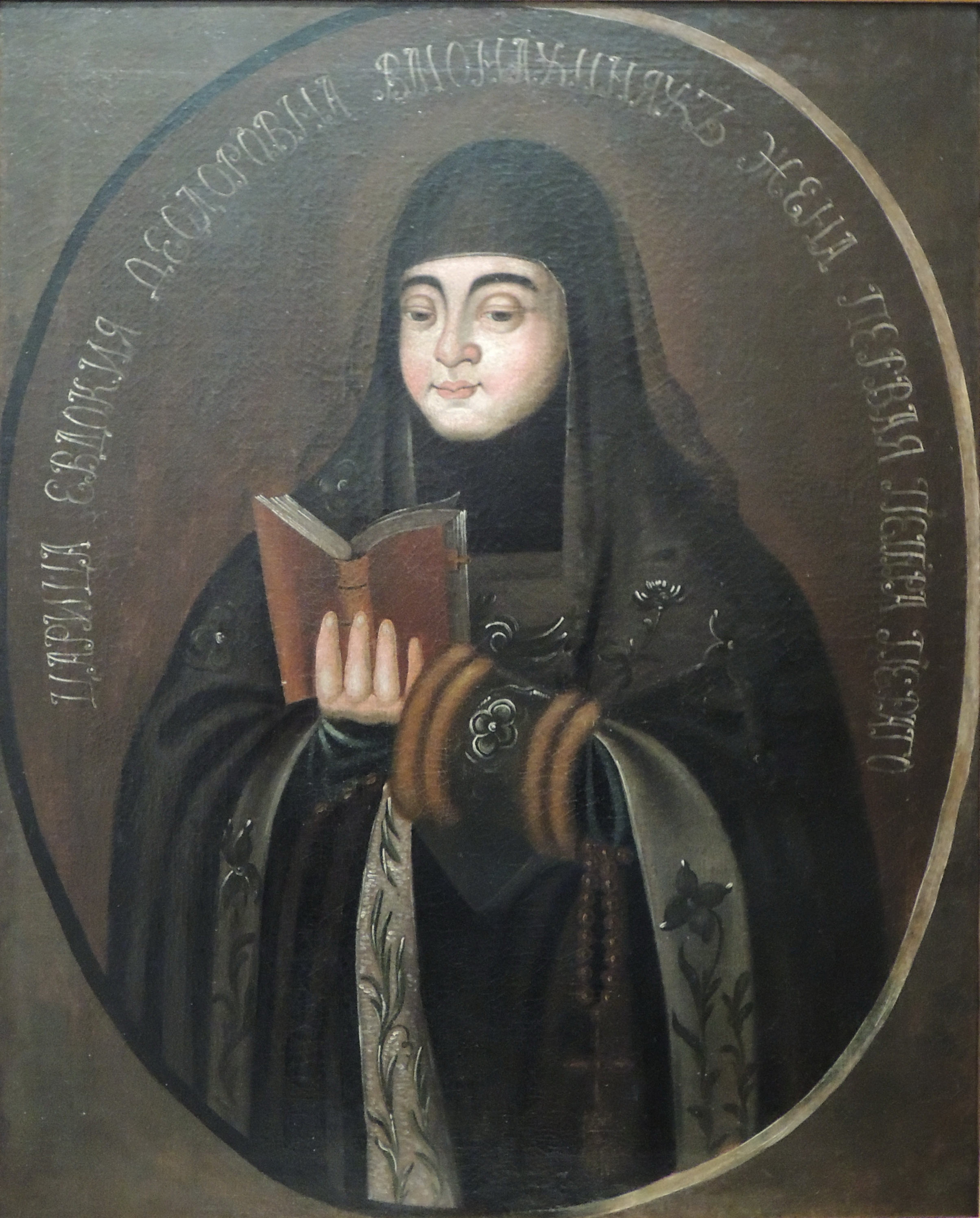
Последняя русская царица — Евдокия Лопухина

По мнению писателя Б. Краевского, «на этой иконе Богоматерь соблаговолила предстать в облике поразительно схожим с прижизненным портретом царицы Евдокии в монашеских одеждах с раскрытой книгой, написанном во время её пребывания в суздальском Покровском монастыре почти за 40 лет до обретения сей святыни».

### Дальнейшая судьба
В 1771 году в Калуге и окрестностях свирепствовала моровая язва. Жители города просили благословения архимандрита Лаврентьева монастыря Никодима принести из Калужки в город чудотворную икону. С иконой в течение трёх дней обходили все улицы Калуги, служили всенародный молебен. Чума прекратилась. В память о чудесном избавлении было установлено ежегодное празднование иконе 2 (15) сентября с крестным ходом вокруг города.
В 1812 году во время Отечественной войны икона была перенесена в город Ефремов. В конце октября после сражений под Тарутино и Малоярославцем наполеоновское войско, отступая, направилось в сторону Калуги, но неожиданно свернуло на Гжатск (ныне город Гагарин), окрестности которого были сильно разорены ими же во время наступления. Пленные позже рассказывали, что не раз им являлось видение Божией Матери. Видения каждый раз сопровождались победами русских войск. Об этом было доложено Александру I, император распорядился с благословения Святейшего синода установить ежегодное празднование Калужской иконе 12 (25) октября с крестным ходом вокруг города.
28 августа 1868 года опасно заболел оптинский старец Амвросий (Гренков). Игумен Исаакий послал в село инока с просьбой принести в Оптину пустынь Калужскую икону. Чудотворную икону доставили в монастырь. В кельях старца был отслужен молебен с акафистом Пресвятой Богородице. После молитв здоровье старца Амвросия улучшилось. В летописях Оптиной пустыни говорится также, что икону ежегодно приносили из Калуги, и совершалась торжественная служба.
В 1899 году молитвами перед иконой была исцелена жена коллежского асессора из Боровска. С позволения епископа Калужского и Боровского Макария икона была принесена впервые в город. На городской площади было совершено торжественное молебствие.
После революции 1917 года местонахождение чудотворного образа затерялось. Существует версия, что икона сначала пребывала в Троицком кафедральном соборе Калуги, затем в местном краеведческом музее, в послевоенные годы её возвратили Русской православной церкви. В настоящее время в кафедральном соборе Святого Георгия в Калуге имеется Калужская икона, предположительно, написанная не позднее второй половины XVIII века.
По другой версии, первоначальный образ был подменён в то время, когда с чудотворной иконы делалось множество списков. Подлинник или список с иконы находился в археологическом музее Свято-Троицкой Сергиевой лавры, откуда при участии патриарха Алексия II был передан Калужской епархии в 1998 году. По документам, найденным в запасниках этого музея, описание и размеры иконы не соответствуют переданному из лавры образу. Кроме того, икона была в довольно ветхом состоянии. Эта икона датируется последней третью XVIII века и пребывает в Троицком кафедральном соборе Калуги. Считается, что иконы Божией Матери, находящиеся в Калуге (сейчас их три) — это чудотворные списки Калужской иконы.

## Гимнография
- Тропарь иконе Божией Матери Калужской:

Заступнице от враг иноплеменных Необоримая Калужския земли, 

и Избавительнице от смертоносныя язвы Милостивая! 

Избави рабы Твоя от всяких бед и болезней, 

с верою и любовию прибегающия к чудотворней иконе Твоей, 

и спаси души наша.

- Кондак иконе Божией Матери Калужской:

Не имамы песней, ниже словес,

како достойно восхваляти Тя, Мати Христа Бога нашего,

явления ради чудотворныя иконы Твоея земли Калужстей,

токмо можем вопити Тебе:

не отврати милости Твоея от нас

и ниспосли ю всем притекающим к цельбоносной иконе Твоей.

- Величание иконе Божией Матери Калужской:

Величаем Тя, 

Богородице Дево, 

и почитаем чудотворную икону Твою, 

еюже благоволила еси спасти землю Калужскую 

от нашествий вражиих и всегубительных болезней.

## Галерея

Списки с чудотворной иконы
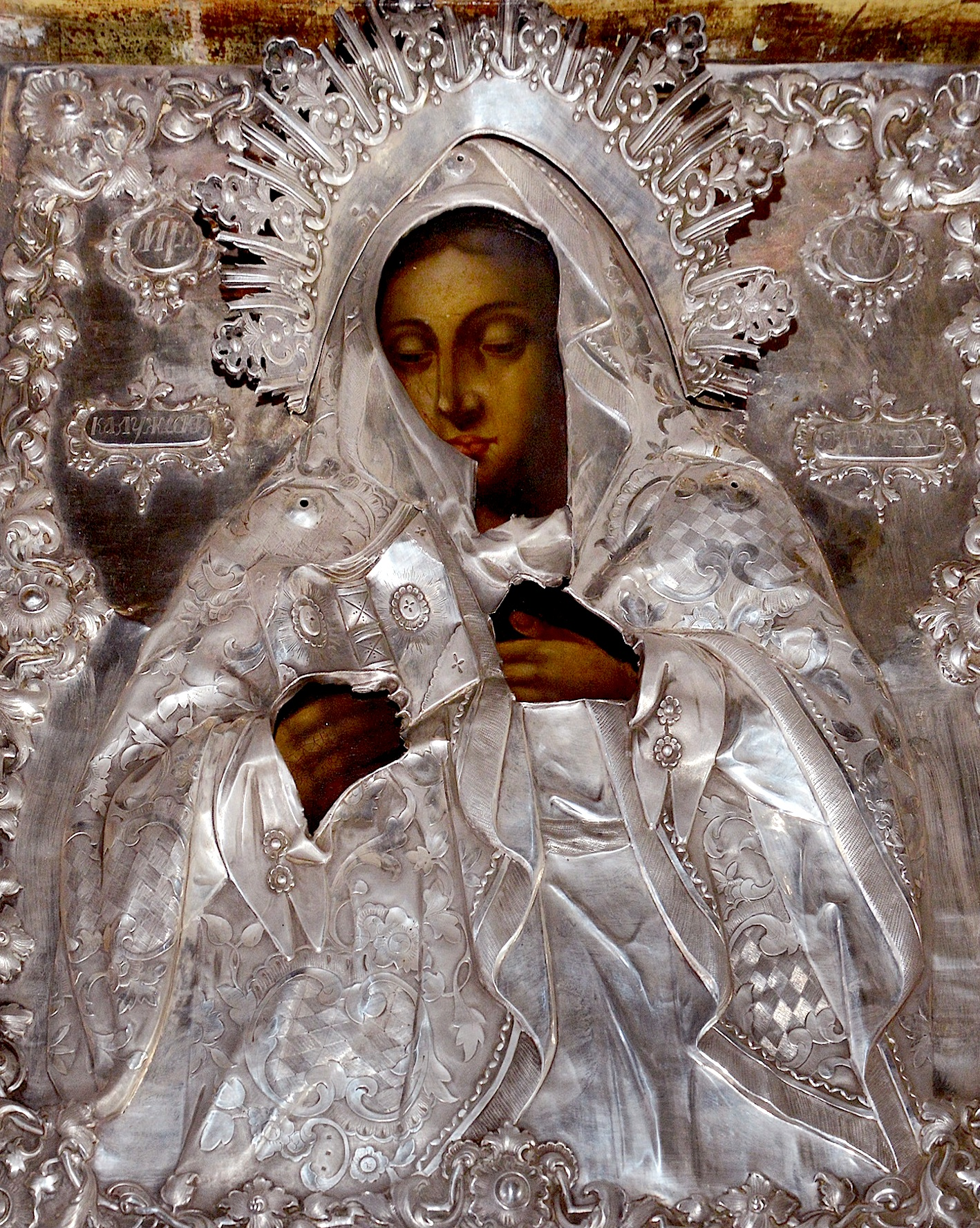
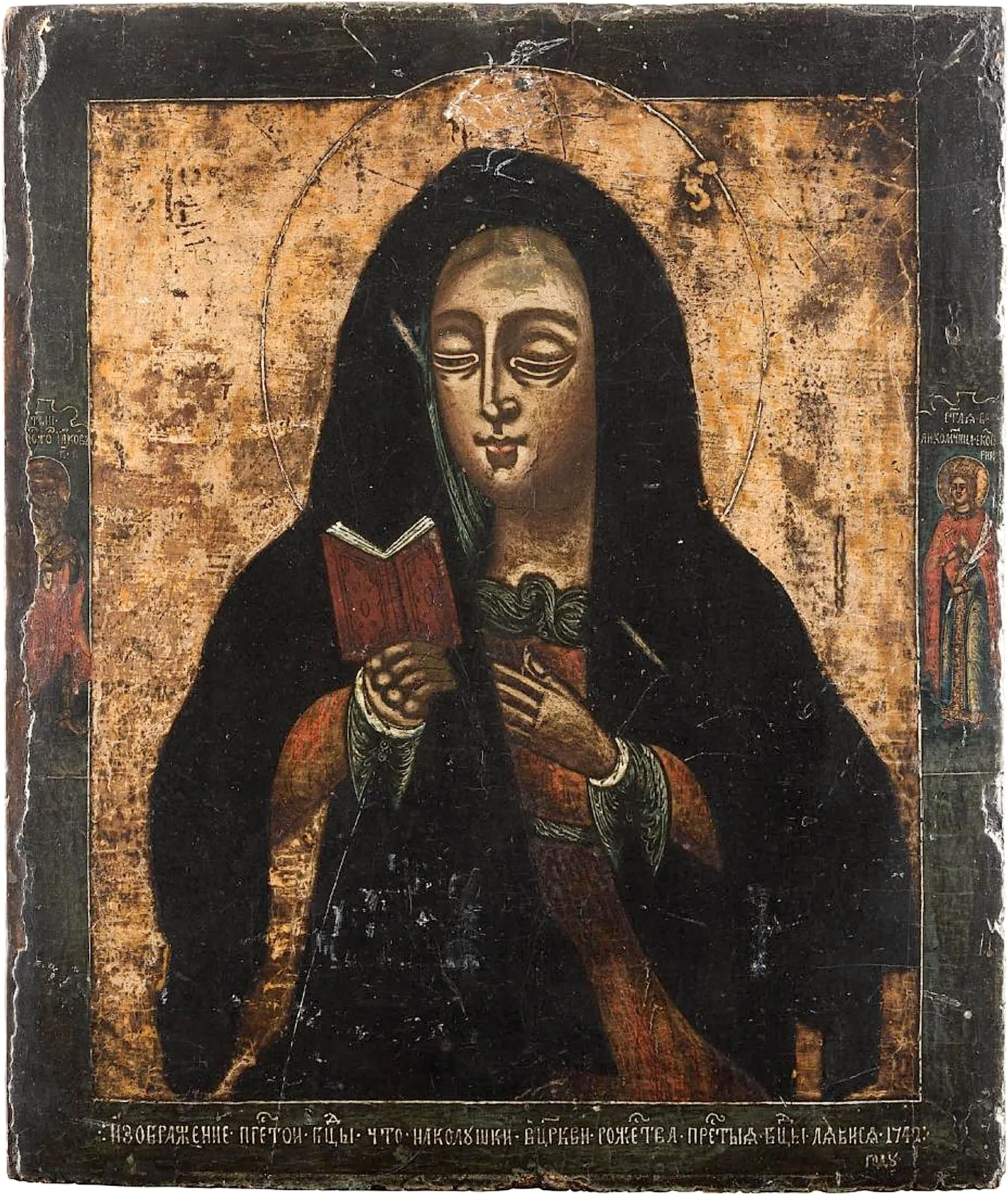
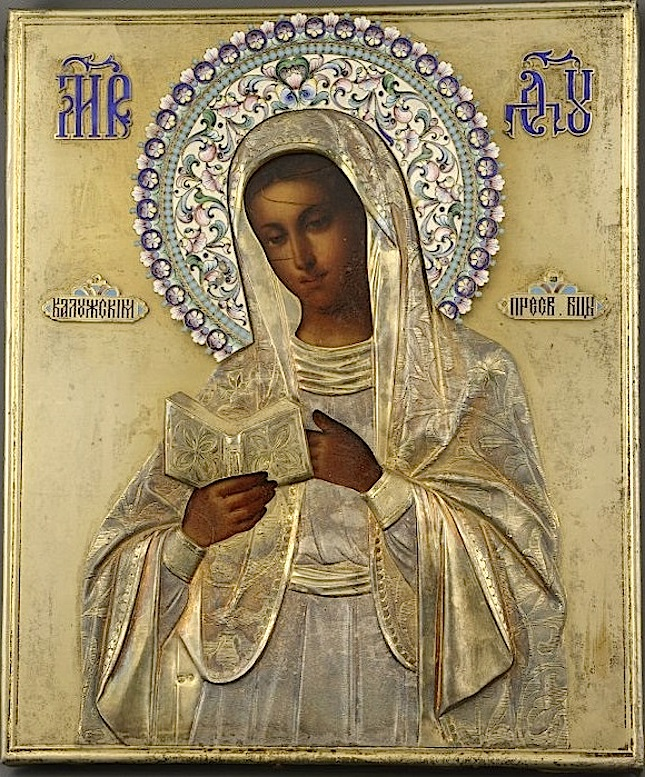
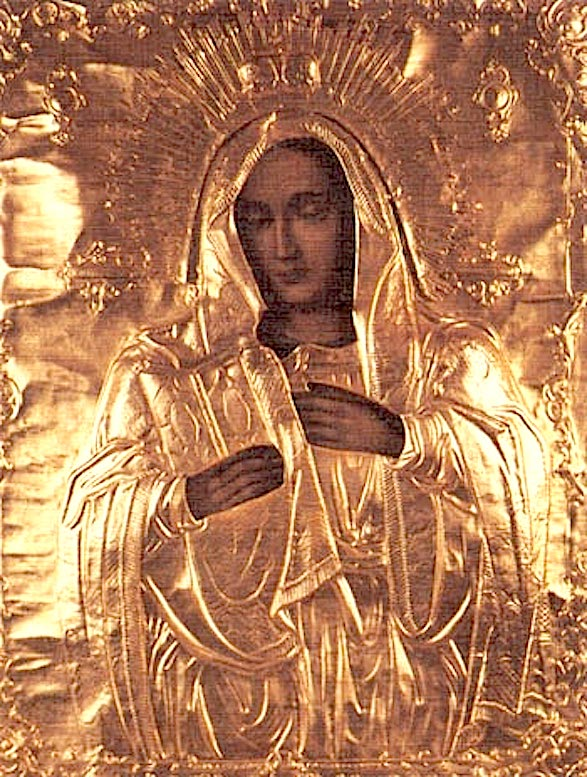
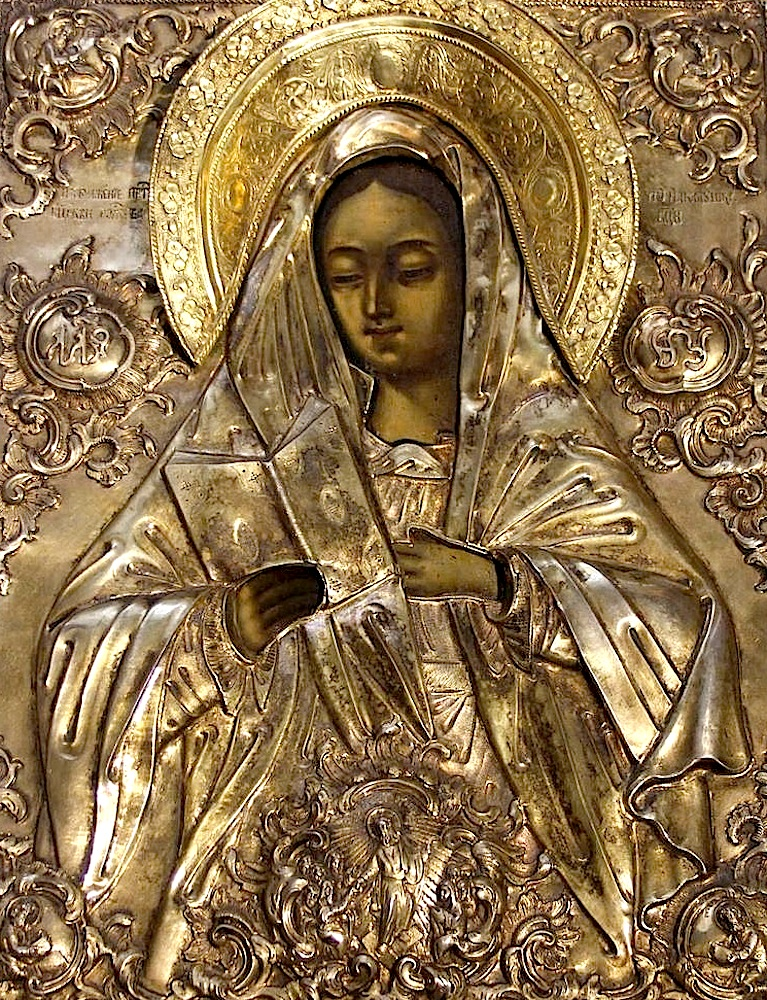